# Adelina Domingo Pons
Adelina Domingo Pons (Benifaió, 7 de julio de 1882-27 de mayo de 1905) fue una violinista concertista española, alumna de Jesús de Monasterio.

## Reseña biográfica
Nace en Benifaió, provincia de Valencia, hija de Juan Domingo Fortea y Teresa Pons Peris.
La familia de Adelina Domingo se traslada de domicilio a la ciudad de Valencia en 1888, donde su padre formaba parte de la orquesta del Teatro Apolo y era clarinetista. de la Banda del Cuerpo de Bomberos de Valencia.
Recibió sus primeras clases de los profesores de violín Luis Sánchez y de Andrés Goñi Otermín (1864-1906) quien “obtuvo por oposición la plaza de profesor de Viola y Violín en el Conservatorio de Música de Valencia (1886). En este Centro creó una orquesta sinfónica con jóvenes músicos que se llamó Orquesta Goñi”. Luis Sánchez estuvo de profesor en el Liceo Artístico-musical de Santa Cecilia, centro de enseñanza musical creado en septiembre de 1895 bajo la dirección y propósito de Ramón Martínez Carrasco. Luis Sánchez pasó a interino en el Conservatorio en 1900 hasta 1907. Sánchez fundó junto a Emilio Fayos, José Lluch y el violonchelista Raimundo Calvo, la Sociedad Valenciana de Cuartetos.

Adelina Domingo se presentó como solista en 1894 en el entreacto del concierto en el Teatro Principal de Valencia. Ese mismo año, es becada por la Diputación de Valencia con 1000 pts y por recomendación de Andrés Goñi o de Salvador Giner, fue acogida como discípula de Jesús de Monasterio en la Escuela Nacional de Música y Declamación de Madrid. En abril de 1895 se publica la primera reseña en “El Liberal” del ejercicio lírico-dramático de los alumnos de conservatorio:
(…) Todos cuantos formaron parte en él se distinguieron notablemente, pero sobre todo cautivó á la concurrencia una niña de nueve años, la señorita Adelina Domingo, que ejecutó en el violín el dificilísimo “Aire variado” de Beriot. Dicha niña es discípula del Sr. Monasterio, director del conservatorio, y más que alumna es concertista.
Residiendo en Madrid y tras varios recitales y audiciones, prosiguió los estudios consiguiendo el primer premio de solfeo y diploma acreditativo en 1897, siendo el profesor José Pinilla. Esto dio a lugar a diferentes pensiones y ayudas a los estudios.

En marzo de 1898 el Boletín Musical publicó:
Correo de Madrid: En la velada del Palacio Bailén tomó parte otra artista española que es un prodigio. Es una niña valenciana que no tiene más de 13 años (…) La presentó su maestro el insigne Monasterio, que es el que ha descubierto y pulido esta perla, y aunque ya hacía esperar mucho el padrinazgo de artista tan eminente, causó verdadera sorpresa oír las maravillas que aquella niña hacía con el violín. Su maestro la acompañó al piano y ella ejecutó prodigiosamente una dificilísima melodía, una fantasía sobre motivos de Rigoletto, y los aires nacionales que Monasterio arregló para la infanta doña Paz.
La publicación “La Ilustración española” dice en julio de 1898:
Corelli, fundador de la dinastía de los grandes violinistas italianos Locatelli, Vivaldi, Tartini, Pugnani, Viotti y Paganini, último eslabón de tan gloriosa cadena, traspasándose las glorias del violín de Bélgica a manos de Bèriot y Vieuxtemps a Alemania a Joachin y en España en la de nuestros esclarecidos compatriotas Monasterio y Sarasate. (…) Monasterio sujetó desde el primer momento a su discípula a un estudio constante y sostenido, haciéndola conocer a fondo e interpretar las composiciones de los grandes clásicos del arte (…) merced a ello, a la intuición verdaderamente sorprendente de la niña Domingo, a su talento, a su verdadero genio y a sus aptitudes, de todo punto excepcionales para el violín, pudo presentar al jurado un número grande de obras de todos los géneros, para que escogiese cuales había de ejecutar en su presencia. (…) El hermoso sonido que de él obtiene, su afinación exquisita, su manera de decir llena de elegancia, el vigor verdaderamente extraordinario dada su juvenil edad, hace gala y contrasta con la pasión y la ternura que revela en otras, el clasicismo que hace alarde, y la naturalidad con que vence magistralmente todas las dificultades de las obras que interpreta, todo ello hace que pueda y deba considerársela ya hoy como una verdadera artista en toda la extensión de la palabra (…)
Ese año estuvo de gira actuando en el Teatro Miñón de Segovia, Valladolid, Burgos, Bilbao, teatro Principal de San Sebastián, Teatro Circo de Vitoria, Biarritz, Burdeos y París con la compañía del barítono Carlos Clérigo, junto a la tiple Trinidad Pérez, el sexteto de guitarras y bandurrias de las Srtas. Catalá y las bailarinas hermanas Arribas:
Provincias. San Sebastián. En el Teatro Principal de la capital guipuzcoana ha hecho su debut la eminente violinista Adelina Domingo. Un periódico local la elogia en los siguientes términos: Desde el primer momento cautivó al numeroso público que ocupaba el teatro la prodigiosa ejecución de la artista, pareciendo increíble que a los doce años que cuenta se puede tener tal seguridad en el manejo del violín. El Andante et rondó russe de Beriot, el Caprice vasque del insigne Sarasate, y el Trémolo de Beethoven, que constituían el programa, valieron a la notable violinista aclamaciones continuadas y no pocas llamadas a escena. En la tercera sección, también a su cargo, interpretó una fantasía de Rigoletto, una polonesa y la jota de Sarasate, obteniendo muchísimos aplausos por la labor maravillosa que desplegó en escalas, tríos y armonías, constituyendo su trabajo una verdadera filigrana musical, y obligándola el auditorio, que no cansaba nunca de oírla a tocar otras piezas difíciles, que acreditara las extraordinarias facultades que a dicha artista le ha reconocido el insigne Monasterio"
El 22 de noviembre de 1898 recibe el diploma acreditativo del primer premio de enseñanza superior de perfeccionamiento de violín de la Escuela Nacional de Música y Declamación de Madrid, bajo la dirección de Jesús de Monasterio.

En Navidades de 1899 interpreta ante la reina Isabel II en su exilio en el Palacio de Castilla de París obras de Wieniawski, D’Alart, y Beriot. Actuaba acompañada de su hermana pequeña Lucía al piano.
La reine Isabelle continue à donner, dans son palais de l’avenue Kléber, des diners aux quels sont conviés ñes amis intimes de Sa majesté. A la dernière réception on a entendu, au concert qui suivait, une petite prodigie, Adelina Domingo, qui a poué sur le violon des airs de Sarasate, de Cjopin, etc; le baryton Badelli a été fort applaudi dans ses chanssons napolitaines (…)
En 1900 realizó gira de conciertos por Barcelona, Tarragona, Palma de Mallorca. En septiembre se presenta en La Habana, Cuba, con su hermana Lucía al piano, donde actúa en varios conciertos en el Teatro Albisu. Y en diciembre actúa en Nueva York, en la sala Held y en el Wissner Hall “junto a la soprano Matilde Galliani, el tenor Charles Stuart Phillips y el pianista Carl A. Colell:
El Wissner Hall ofreció anoche un interesante concierto de un tipo que no ocurre a menudo en Brooklyn. Marcó el debut de la señorita Adelina Domingo, una joven violinista española, que probablemente será una figura importante en nuestro escenario de conciertos tan pronto como sus inusuales dones y logros se den a conocer entre los directores. Es una chica de 15 ó 16 años, bastante pequeña para su edad, y tocó todo el concierto de Mendelssohn, así como brillantes piezas de De Beriot y Sarasate. Por supuesto, ha habido interpretaciones del concierto más grandes e impresionantes que la que aquí se escucha, pero sirvió, no obstante, para señalar a la Señorita Domingo como mucho más que la habitual niña prodigio a la que se ha enseñado a tocar, se caracterizó por el hecho de que era mejor en el andante, un hecho que sólo podía ser cierto de una intérprete de abundante temperamento y de una amplitud y firmeza de tono mucho más allá de la etapa de niña prodigio. La niña es, en efecto, una intérprete cuyo corazón está en su violín, y aunque cabe esperar que haga cosas mejores con la madurez, su forma de tocar es ahora libre, fácil y razonablemente segura y está llena de ese sentimiento sin el cual una carrera artística es imposible. Su capacidad técnica quedó demostrada en el segundo número, cuando quedó claro que Sarasate había inculcado algo de su propia magia tonal en el arco de su alumna. La interpretación habría sido notable en la mayoría de los concertistas, pero viniendo de un niño era asombrosa. El acompañamiento del concierto de Mendelssohn fue interpretado por la hermana pequeña de la señorita Domingo, y su seguridad y ritmo sólo fueron menos notables que la interpretación de la violinista.
Por la correspondencia familiar se sabe que en 1901 que se casó en México. Su padre y hermana volvieron a Benifaió, donde ella regresaría cuando se quedó embarazada.  Dicho embarazo no llegó a su fin y Adelina Domingo no se recuperó nunca. Murió el 27 de mayo de 1905 en su pueblo natal, por una peritonitis aguda.

## Distinciones
En 1906, publica el periódico Las Provincias, que el ayuntamiento de Benifaió ha acordado adoptar el 12 de febrero, “para honrar la memoria de la eminente violinista hija de este pueblo, doña Adelina Domingo, (…) el solemne acto de cambiar de nombre de la calle Arrabal por el de Adelina Domingo. 

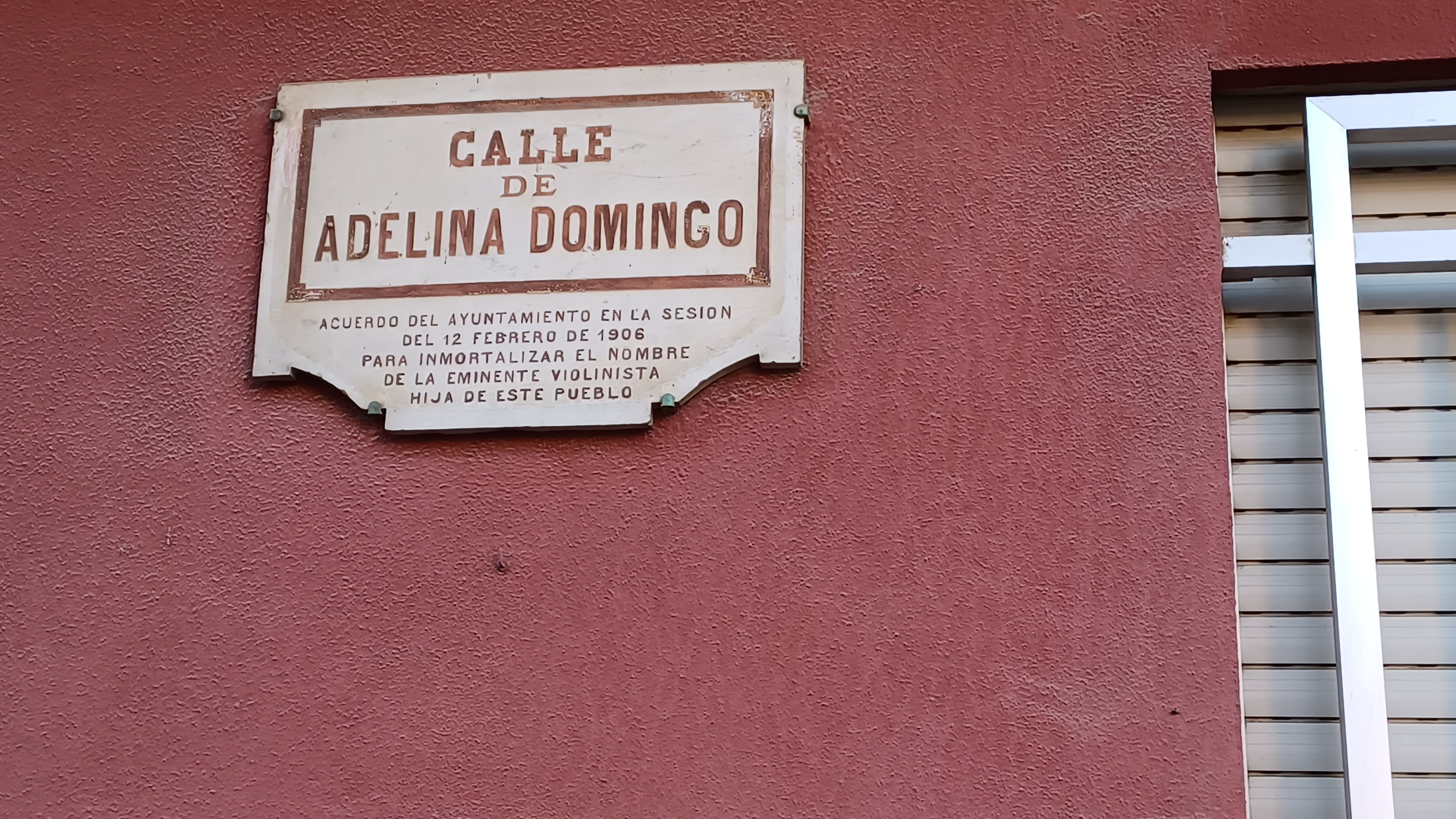
Placa de la calle Adelina Domingo en Benifaió

En 1961, Domingo Escribá Bonafé (1894-1973) compone el pasodoble “Adelina Domingo” con la dedicatoria “Pasodoble dedicado a la que fue eminente artista del violín, de fama mundial, hija de Benifaió. Con todo cariño. Agosto 1961”
En 1992 se creó la orquesta de estudiantes del Centro de Estudios Musicales (CEM) de la Sociedad Artística Musical de Benifaió, bajo la dirección de Miguel Almarche, con el nombre “Orquestra de Cambra del CEM Adelina Domingo”.
En 2005 el Ayuntamiento de Benifaió edita la publicación “Homenatge a Adelina Domingo Pons en el centenari de la seua mort.”

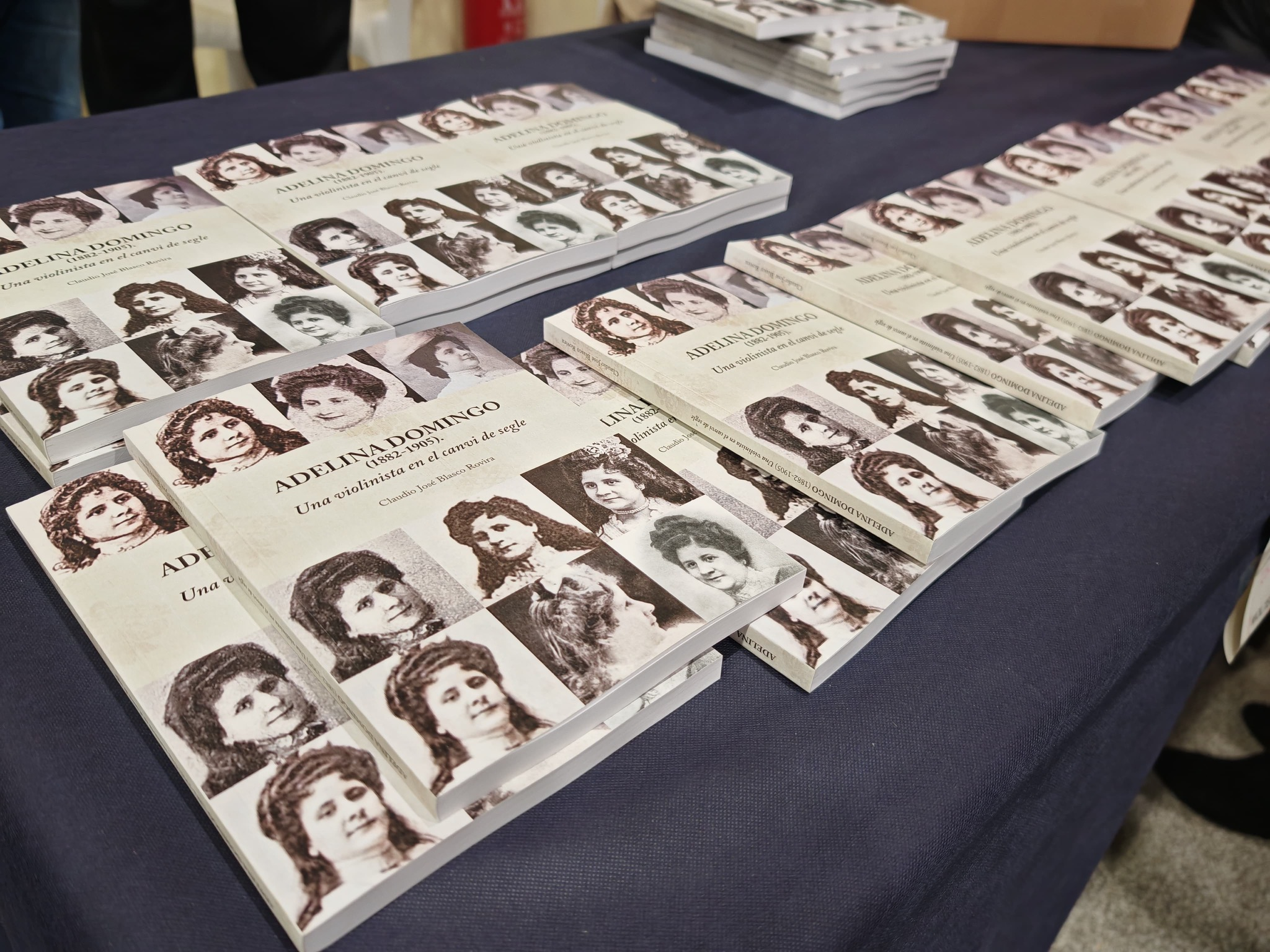
Presentación libro Adelina Domingo

En 2007 se organiza por primera vez el Concurso de Música de Cámara Adelina Domingo. Organizado por el “CEM Centre d’Estudis Musical” de la Societat Artística Musical de Benifaó, convocaba a jóvenes intérpretes y sus agrupaciones de cámara. El concurso de celebración anual se celebró en 2007 y 2008
En diciembre de 2024 se presentó el libro de Claudio José Blasco Rovira, 'Adelina Domingo (1882-1905). Una violinista en el canvi de segle", una biografía ampliada de la que fue una de las mujeres concertistas más importantes de la Europa de su tiempo.

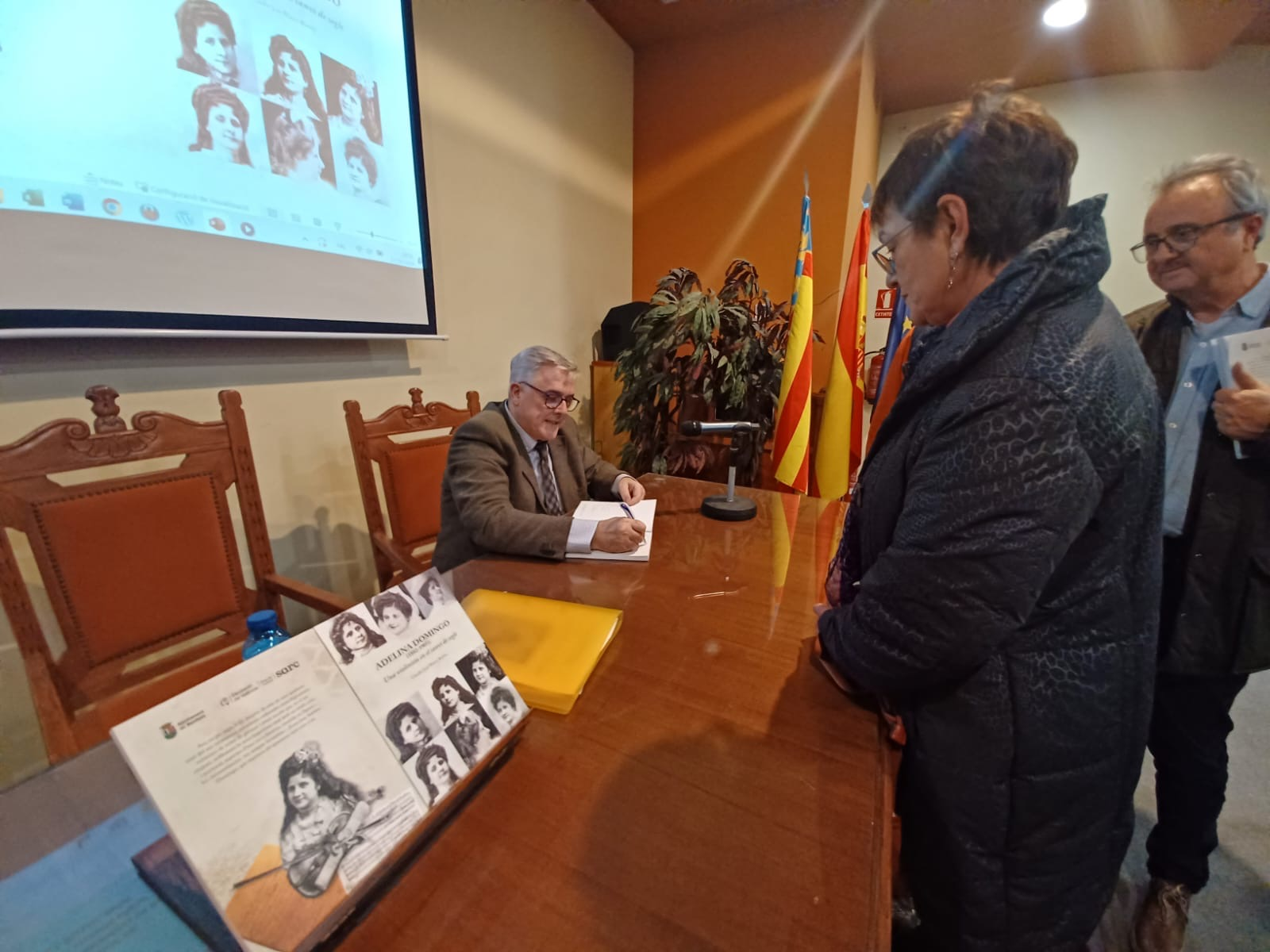
Presentación libro Adelina Domingo